# Ангиогенный ингибитор
Ангиогенные ингибиторы - это вещества которые замедляют рост и создание новых кровеносных сосудов (Ангиогенез). Некоторые ингибиторы эндогенны и являются частью нормальной функции организма, другие экзогенные, доставляются в организм с помощью лекарственных препаратов или специальной диетой.
Ангиогенные ингибиторы имеют большой потенциал стать "серебряной пулей" в лечении многих типов рака, правда в практике сейчас выявлены ряд ограничений в анти-ангиогенной терапии. В любом случае, ингибиторы эффективно применяются в лечении рака, макулодистрофии глаза, и других болезней которые связаны с генерацией кровеносных сосудов.

## Экзогенное регулирование

### Диета
Многие продукты составляющие обычную диету человека действуют как мягкие ангиогенные ингибиторы и поэтому показаны для регулирования ангиогинеза: предотвращение метастаз, путем замедления ангиогенеза в очагах. В частности следующие продукты содержат полезные ингибиторы и рекомендованы как часть здоровой диеты:
- Соевые продукты такие как тофу, темпе (содержат ингибитор генистеин)
- Некоторые виды грибов (содержат ингибиторы sodium pyroglutamate and ergosterol)
- Экстракты малины, рекомендуют сорт Rubus occidentalis
- Трутовик лакированный (ингибиторы VEGF и TGF-beta)
- Траметес разноцветный (Polysaccharide-K)
- Грифола курчавая (ингибиторы VEGF)
- Зелёный чай (catechins)
- Лакрица (глицирризиновая кислота)
- Красное вино (Ресвератрол)
- Маточное молочко (Queen bee acid)

Так же в своей лекции на TED Уильям Ли  называет следующие полезные продукты:
| Зеленый чай | Красный виноград | Лаванда                    |
| Клубника    | Красное вино     | Тыква                      |
| Ежевика     | Бок-чой          | Трепанги                   |
| Малина      | Кудрявая капуста | Тунец                      |
| Черника     | Соя              | Петрушка                   |
| Апельсин    | Женьшень         | Чеснок                     |
| Грейпфрут   | Грифола курчавая | Помидоры                   |
| Лимон       | Лакрица          | Оливковое масло            |
| Яблоки      | Куркума длинная  | Масло виноградных косточек |
| Ананас      | Мускатный орех   | Темный шоколад             |
| Вишня       | Артишок          |                            |